# 탄탈라이트
탄탈라이트(tantalite, [(Fe, Mn)Ta2O6]) 광물군은 부식(열 및 산 (화학))에 강한 금속인 탄탈럼 화학 원소의 주요 공급원이다. 컬럼바이트와 화학적으로 유사하며, 많은 광물 가이드에서 두 가지가 콜탄 또는 "컬럼바이트-탄탈라이트"라고 불리는 반단일 광물로 함께 분류되는 경우가 많다. 그러나 탄탈라이트는 컬럼바이트(컬럼바이트의 5.2에 비해 8.0+)보다 비중이 훨씬 더 크다. 철이 풍부한 탄탈라이트는 광물 탄탈라이트-(Fe) 또는 페로탄탈라이트이고, 망간이 풍부한 것은 탄탈라이트-(Mn) 또는 망가노탄탈라이트이다.
탄탈라이트도 타피올라이트와 매우 가깝다. 이들 광물은 화학적 조성은 동일하지만 결정 대칭성이 다르다. 즉, 탄탈라이트의 경우 사방정계, 타피올라이트의 경우 정방정계이다.
탄탈라이트는 색상과 줄무늬가 모두 검은색에서 갈색이다. 망가니즈가 풍부한 탄탈라이트는 갈색이고 반투명할 수 있다.